# Benaroya Hall
Benaroya Hall – sala koncertowa mieszcząca się w Downtown, centralnej części Seattle w stanie Waszyngton.  Swoją siedzibę ma tutaj Seattle Symphony. Obiekt posiada dwa audytoria – S. Mark Taper Foundation Auditorium, o pojemności 2,500 miejsc oraz Illsley Ball Nordstrom Recital Hall o pojemności 500 miejsc. Benaroya Hall została otwarta 12 września 1998. Koszt budowy wyniósł 118,1 miliona dolarów. Obiekt słynie z bardzo dobrej technologii akustyki oraz położenia w centralnym punkcie miasta. W holu sali znajduje się duża galeria szkła artystycznego, gdzie przedstawione są prace między innymi artysty Dale’a Chihuly.
Nazwa obiektu została nadana na cześć znanego filantropa z Seattle Jacka Benaroya (1921–2012), którego umowa darowizny zawarta w 1993 w wysokości 15,8 miliona dolarów, znacznie przyczyniła się do budowy jak i powstania sali koncertowej.
Hala została zaprojektowana przez LMN Architects z Seattle i uhonorowana nagrodą National Honor Award przyznaną przez American Institute of Architects w 2001. Inżynierem strukturalnym była firma Magnusson Klemencic Associates.
Budynek znajduje się bezpośrednio nad tunelem kolejowym BNSF Railway, który jest głównym korytarzem kolejowym całego miasta i przyległego do metra Downtown Seattle Transit Tunnel. Sala widowiskowa jest izolowana od hałasów spowodowanych ruchem kolejowym i ulicznym przez gumowe podkładki, izolujące ją od zewnętrznej powłoki budynku. Te same cechy izolacyjne służą również do tłumienia destrukcyjnych skutków ewentualnych przyszłych trzęsień ziemi.
W hali, na przestrzeni lat, swoje koncerty dawali między innymi: Lou Reed, Olivia Newton-John, Tracy Chapman, Mark Knopfler, Coldplay, Harry Connick Jr., Jethro Tull, Ray Charles, Dave Matthews, Yes, The Flaming Lips, Beck Hansen, Pearl Jam (album Live at Benaroya Hall), Tori Amos, Bob Dylan, Sigur Rós, Alice in Chains, David Byrne, Eddie Vedder, The Monkees, Chris Cornell, Indigo Girls, Mad Season, Morrissey.